# Allograpta plaumanni
Allograpta plaumanni är en tvåvingeart som först beskrevs av Frey 1946.  Allograpta plaumanni ingår i släktet Allograpta och familjen blomflugor. Inga underarter finns listade i Catalogue of Life.